# 日本加除出版
日本加除出版株式会社（にほんかじょしゅっぱん）は、東京都豊島区に本社を置く日本の出版社。

## 事業内容
戸籍・登記・供託・外国人登録に関する書籍を数多く出版している。その他、理科教育振興法に基づく補助金交付の手助けをする設備台帳や、市町村役場・官公庁の便覧などを発行している。
現在、本社の新館社屋が建てられている場所は、漫画家が多く住んだアパート「トキワ荘」の跡地である。かつては跡地を示すものが無かったが、2012年に「トキワ荘跡地」と題されたモニュメントが敷地内に設置されている。2013年には「特定非営利活動法人日本マンガ・アニメトキワ荘フォーラム」が日本加除出版内を拠点に設立された。
劇作家の宮沢章夫は、日本加除出版の『実用 難読稀姓辞典』に執筆した文章にて日本加除出版のネーミングについて触れている。